# Le Castéra

Le Castéra este o comună în departamentul Haute-Garonne din sudul Franței. În 2009 avea o populație de 767 de locuitori.

## Evoluția populației
| An        | 1975 | 1982 | 1990 | 1999 | 2006 | 2009 |
| --------- | ---- | ---- | ---- | ---- | ---- | ---- |
| Populație | 305  | 395  | 455  | 597  | 715  | 767  |